# Xylocopa kuehni
Xylocopa kuehni är en biart som beskrevs av Heinrich Friese 1903. Xylocopa kuehni ingår i släktet snickarbin, och familjen långtungebin. Inga underarter finns listade i Catalogue of Life.